# Tom Hicks
Thomas O. Hicks, Sr. (Dallas em 1946), é um empresário norte-americano. Segundo a revista Forbes 2008, Tom Hicks tem uma fortuna estimada em $1,3 bilhões.
Hicks co-fundou a sociedade de investimento Hicks, Muse, Tate & Fürst e é presidente da Hicks Holdings LLC, que detém e explora a Hicks Sports Group, empresa que detém os Texas Rangers, o Dallas Stars, Campeonato de Rodeio Mesquite e já foi dono de cinqüenta por cento do clube de futebol o Liverpool da Inglaterra. Ele é o tio do comediante Bill Hicks.